# بوسو
موقع بوسو (busuu.com) هو موقع تعليم لغات تفاعلي. يتوفر فيه تعليم 12 لغة، وهي: الإنجليزية، والإسبانية، والفرنسية، والألمانية، والإيطالية، والبرتغالية(البرازيلية)، والروسية، والبولندية، والتركية، والعربية، واليابانية، والصينية. حيث يستطيع المستخدم تعلم لغة أو أكثر. افتُتح الموقع في 16 مايو 2008، ومقره في لندن عاصمة انجلترا.

## أصل التسمية
بوسو هو اسم لغة متحدث بها في الكاميرون. وفقاً لإحصائيات الثمانينيات من القرن الماضي، 8 أشخاص فقط كانوا يتحدثونها، وفي عام 2005، كان هناك 3 متحدثين لها فقط. رمز أيزو 639-3 للغة بوسو هو bju.

## الموقع
يقدم بوسو دروساً بناءً على الإطار الأوروبي المرجعي العام للغات. حيث يقسم إلى أربع أقسام: A1،A2،B1،B2.
يكون التدريس مقسماً على حوالي 150 وحدة تعليمية. حيث تتضمن الوحدة التعليمية قسماً لتطوير مهارة الكتابة، وآخر لتطوير مهارة الإصغاء وفهم المتحدث، وكذلك القراءة. كما يمكن التواصل مع المتحدثين الأصليين للغة التي يتعلمها المستخدم وبذلك يكون المستخدم طالباً ومعلماً في الوقت ذاته.
بوسو هو موقع مجاني، إلا أنه يوجد بعض الأقسام التعليمية التي لا يستطيع المستخدم دراستها إلا بدفع بعض المال.
تصنيف الموقع وفقاً لتصنيف أليكسا إنترنت في أبريل 2013 هو 5301، وبلغ عدد مُستخدميه في العام ذاته 35 مليون مستخدم.

## الجوائز
انضم بوسو كمشروع إلى مشروع اليونسكو 2008 الدولي لتعلم اللغات، وكان ذلك بعد فوز حملته لحماية لغة سيلبو غوميرو من الانقراض بجائزة الأسد الفضي في مهرجان الإعلان الدولي.
في عام 2009،كان الموقع مرشحاً لجوائز تك كرنش، كما وفاز بالجائزة الأوروبية للمشاريع المبتكرة في تعليم اللغات، وفي عام 2011، فاز بوسو بجائزة تك كرنش.

## اقرأ أيضاً
- الإطار الأوروبي المرجعي العام للغات
- أليكسا إنترنت
- اليونسكو